# Kerepes
Kerepes is een stad (város) en gemeente in het Hongaarse comitaat Pest. Kerepes telt 9682 inwoners (2007).